# Oxera pulchella
Oxera pulchella là một loài thực vật có hoa trong họ Hoa môi. Loài này được Labill. mô tả khoa học đầu tiên năm 1824.